# 阿特納奧斯

Deipnosophistae, 1535

阿特納奧斯（希臘語：Ἀθήναιος），活躍於1至2世紀的羅馬帝國時代作家，生活埃及的瑙克拉提斯，生平不詳，用希臘文寫作，留下《智者之宴》（Δειπνοσοφισταί）一書，該書以對話體寫成，為後世保留了大量珍貴的風俗和文學資料。
阿特纳奥斯生于古埃及的瑙克拉提斯。后移居亚历山大里亚城，死于罗马。写作时期在公元2世纪末和3世纪初。著有《智者之宴》《叙利亚诸王记》（已佚）。当时罗马奴隶制临近崩溃，文人多从事编纂考证工作。《智者之宴》即为这一类书的代表。书中假托有二十几位学者（其中具有真实姓名，比如盖伦），在一次宴会上讨论饮食问题时，谈到一些有关伦理、美学、科学、文艺等方面的见解，并引用了今已失传的八百多个作家的话。此书即以“辑录”的形式将“谈话”内容加以编纂。